# ولادیمیر راپاپورت
ولادیمیر آبراموویچ راپاپورت (روسی: Владимир Абрамович Рапопорт؛ ‏ ۲۴ اکتبر ۱۹۰۷ – ۱۷ ژوئن ۱۹۷۵) فیلم‌بردار و کارگردان تلویزیونی اهل اتحاد جماهیر شوروی سوسیالیستی بود.
از فیلم‌هایی که وی در آن‌ها نقش داشته‌است، می‌توان به رفیق آرسنی، دن آرام، نگهبان جوان، دوستان، دوست دخترها و مبادا که فراموش کنیم اشاره نمود.
وی همچنین برندهٔ جوایزی همچون نشان پرچم سرخ کار و جایزه دولتی اتحاد شوروی شده‌است.